# Bill Berry (drummer)

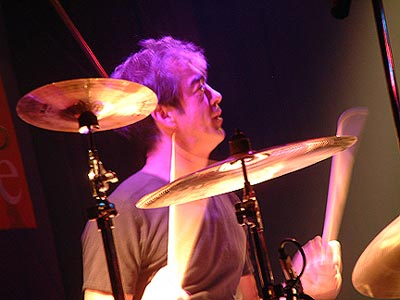
Berry in 2008

William Thomas (Bill) Berry (Duluth (Minnesota), 31 juli 1958) is een Amerikaans drummer. Hij speelde bij de band R.E.M.

## Biografie
Berry werd geboren op 31 juli 1958 in Duluth, Minnesota, als vijfde kind van Don en Anna Beery. Het gezin verhuisde verschillende keren: 1961 naar Wauwatosa, Wisconsin. Zeven jaar later was het Sandusky, Ohio, nabij het Eriemeer. 
In 1970 verhuisde het gezin een laatste keer, ditmaal naar Macon, Georgia
In Macon ging Berry naar de middelbare school (1972), waar hij vriendschap sloot met bassist Mike Mills. Samen speelden ze in verschillende bands waaronder Shadowfax.

### Carrière bij R.E.M. (1980-1997)
Na het High School examen trokken Berry en Mills naar Athens, Georgia (1978). Om te overleven hadden ze overdag baantjes, Berry in het Paragon booking agency. In Athens ontmoetten ze Michael Stipe en Peter Buck. Berry studeerde nog korte tijd 'pre law' aan de Universiteit van Georgia. 

In 1980 vormden de vier vrienden R.E.M., vooral begin jaren '90 een veelbesproken band. 
Tijdens studio-opnamen speelde Berry, naast zijn drumwerkzaamheden, soms gitaar, basgitaar, mandoline, keyboards en piano. Daarnaast zong hij achtergrondkoortjes in. 
Gedurende concerten speelde hij soms bas, en deed hij achtergrondzang.

Berry had daarnaast zijn aandeel als songwriter: "Everybody Hurts"  en "Man on the Moon", beide van Automatic for the People. Andere nummers waarin Berry participeerde waren "Perfect Circle", "Driver 8", "Cant Get There from Here" and "I Took Your Name".  Het nummer "Leave" werd ook door Berry voor R.E.M.'s 1996 album New Adventures in Hi-Fi geschreven: zijn laatste album met de band.
Gedurende 1984 was Berry drummer voor het impromptu Hindu Love Gods, samen met zijn R.E.M. vrienden Peter Buck, Mike Mills, en verder rocker Warren Zevon, Bryan Cook.

### Aneurisma on-stage
Tijdens een optreden in Lausanne, Zwitserland (1 maart 1995) zakte Bill 'on stage' ineen, naar bleek als gevolg van een gesprongen aneurysma. Na zijn herstel voegde zich weer bij de band.

### Vertrek R.E.M.
In oktober 1997 lichtte hij zijn vrienden in over zijn wens te vertrekken uit de band. Zijn motivatie was weg; hij had gewoon te weinig plezier in het musiceren. Enkele weken nadat hij zijn vrienden over zijn besluit had ingelicht, ontdekte MTV het nieuws. De band gaf een afscheidsinterview waarin ze alles uitlegden. Berry eindigde het interview door zijn collega-bandleden te bedanken voor de 17 mooie jaren: "Thanks for giving me the greatest job a guy could ever have. I really mean that. It's been a lot of fun right up until right now, and I'm sorry”. De volgende dag namen ze deel aan een online MSN chat.

Bill Berry legt later bij VH-1 Behind The Music nogmaals uit: 
I didn't wake up one day and decide, "I just can't stand these guys anymore" or anything. I feel like I'm ready for a life change. I'm still young enough that I can do something else. I've been pounding the tubs since I was nine years old ... I'm ready to do something else.
Naar wens van Bill ging R.E.M. voortaan verder als een trio. 
 
'On tour' treden ze op met verschillende muzikanten, waaronder long-time sidemen Ken Stringfellow en Scott McCaughey. Joey Waronker en Bill Rieflin treden vaak aan als de drummer.

### Periode na R.E.M. (1998-heden)
Na zijn vertrek waren er nog enkele publieke ontmoetingen met zijn drie R.E.M.-vrienden. Zo kwam hij in 1999 even 'on stage' om de andere drie te omhelzen.
In 2003 speelde hij twee songs mee op de October 10-show in Raleigh, North Carolina, de voorlaatste show in een tour van 28 concerten. Op 8 oktober dat jaar, tijdens het huwelijk van een van hun roadies, was er weer even een vierkoppig R.E.M. Een aantal maanden later speelde hij nog eens mee tijdens een concert.

### Persoonlijk leven
Bill Berry trouwde op 22 maart 1986 met Mari Lou Burgi, met wie hij toen al twee jaar samen was.  Het stel kocht in 1990 een boerderij met grond in de buurt van Farmington.  Burgi en Berry bleven elf jaar bij elkaar. 
In 2003 kregen Berry en zijn vriendin Cybele Lange een zoon, Owen.
In zijn R.E.M.-tijd was Berry een fanatieke golfer.